# Florence Nightingale
Florence Nightingale, född 12 maj 1820 i Florens, Toscana, död 13 augusti 1910 i London, var en brittisk sjuksköterska och sjukvårdsreformator. Hon gjorde uppmärksammade insatser under Krimkriget och senare i London. Florence Nightingale räknas som en av grundarna av det moderna sjuksköterskeprofessionen.

## Biografi

### Bakgrund
Hon föddes in i en brittisk överklassfamilj på godset Villa Colombaia i Florens, Storhertigdömet Toscana, och fick sitt namn Florence efter sin födelsestad. Hennes äldre syster Parthenope hade också fått sitt namn efter sin födelsestad, en grekisk bosättning som numera är en del av Neapel.
Hennes föräldrar var William Edward Nightingale, ursprungligen Shore (1794–1875) och Frances ('Fanny') Nightingale, född Smith (1789–1880). Fadern var välbärgad och hon fick ett betydande årligt belopp som gjorde det möjligt för henne att leva ett självständigt liv. Farmodern, född Evans, var niece till en Peter Nightingale, och William Shore ärvde inte bara godset Lea Hurst i Derbyshire, utan antog även namnet och vapnet Nightingale. Morfadern var abolitionisten William Smith.
Florence Nightingale intresserade sig tidigt för sjuksköterskefrågan, influerades av Elizabeth Fry upplevde att hon fått ett kristet kall att bli sjuksköterska, något som ledde till bestörtning inom familjen, särskilt modern upprördes av detta val. En kvinna i hennes ställning förväntades att bli hustru och mor, och att istället välja att bli sjuksköterska uppfattades som en revolt. På den tiden hade yrket dåligt rykte och sköttes främst av fattigare kvinnor. Nightingale arbetade hårt för att utbilda sig inom konst och vårdkunskap, trots motståndet från familjen.
Hon valde att genomgå diakoniutbildning i den lutherska pionjärinstitutionen Kaiserswerther Diakonie i Kaiserswerth i Tyskland.

### Reformarbete
I december 1844 blev hon en av de ledande förespråkarna för förbättrad vård på sjukstugorna och hon fick stöd av Charles Villiers, som då var ordförande för en nämnd för fattigvårdsförordningar. Detta ledde till att hon blev aktiv inom reformer av fattigvårdslagstiftningen, och inte bara inom sjukvård. Hon blev mentor och skickade den sedermera namnkunniga Agnes Elizabeth Jones och andra praktikanter till arbetshusets sjukstuga i Liverpool.
Nightingale uppvaktades av politikern och poeten Richard Monckton Milnes, 1:e baron Houghton, men hon avvisade honom, övertygad om att äktenskap skulle hindra henne i sitt kall att vårda. I Rom 1847, under tillfrisknandet från ett mentalt sammanbrott efter en kris i hennes förhållande med Milnes, träffade hon Sidney Herbert, en politiker som hade varit Secretary at War (1845–1846), en post som han skulle återfå under Krimkriget. Herbert var redan gift, men de blev omedelbart attraherade av varandra och de förblev nära vänner livet ut. Herbert underlättade hennes pionjärarbete på Krim och inom vårdområdet och hon blev en viktig rådgivare för honom i hans politiska karriär. År 1851 avvisade hon Milnes frieri, mot sin mors vilja. 
Nightingale var även nära vän med Benjamin Jowett, särskilt vid den tid då hon tänkte testamentera pengar för att upprätta en professur i  tillämpad statistik vid University of Oxford.
År 1850 besökte hon den lutherska församlingen i Kaiserswerth-am-Rhein där hon såg den lutherske prästen och diakoniutbildnings-pionjären Theodor Fliedner och hans diakonissors arbete med de sjuka och utslagna. Hon betraktade det som en vändpunkt i sitt liv och publicerade anonymt sina observationer 1851; The Institution of Kaiserswerth on the Rhine, for the Practical Training of Deaconesses, etc. vilket var hennes första publicerade verk.
Den 22 augusti 1853, tog Nightingale tjänsten som föreståndare för Institute for the Care of Sick Gentlewomen på Upper Harley Street, London, och arbetade där till oktober 1854. Hennes far gav henne 500 pund årligen (ungefär £40 000 pund i dagens penningvärde), vilket gjorde att hon kunde ha ett bekvämt liv och ägna sig åt sin karriär. James Joseph Sylvester anses ha varit hennes mentor. 

### Krimkriget (1853-1856)
Nightingale är känd för sin insats under Krimkriget då hon arbetade vid en sjukstuga i Scutari i den asiatiska delen av Konstantinopel (idag Üsküdar i Istanbul). Mot slutet av kriget fick hon en arbetsledande befattning. Bland annat lyckades hon sänka dödligheten vid militärsjukhusen i Krim från cirka 42 procent till 2 procent, inte minst genom att i samråd med specialister förbättra de vedervärdiga hygieniska förhållandena på sjukhusen.
Nightingales sjukstuga var mycket välorganiserad, men utgjorde ett begränsat inslag i ett krig, som omfattade tiotusentals soldater. Bristande planering hade dock lett till att Krimkriget fick en dålig början för Storbritannien och pressen letade efter goda nyheter. Som ett resultat av detta fick Nightingales välskötta sjukvård stor uppmärksamhet. När Storbritannien hade vunnit kriget blev Nightingale en nationell hjälte, vilket gjorde det möjligt för henne att, trots initialt politiskt motstånd, verka för en reformerad sjukvård, kvinnors rättigheter och klarspråk.

### Senare liv, övriga aktiviteter
Nightingale återvände till Storbritannien år 1857 och blev efterhand krigsministeriets främsta rådgivare i militärhygieniska frågor. Hon ägnade sig åt att utveckla sitt yrke och år 1860 grundade hon skolan Nightingale School of Nursing för sjuksköterskor i London.
Florence Nightingale gifte sig aldrig. Mot slutet av sitt liv vann hon stor berömmelse. Hon var till 1872 med "utomordentlig vördnad" ledaren för sjuksköterskeväsendet och kallades "The Lady with the Lamp" för sin vana att besöka sina patienter även nattetid. Hon är den mest kända representanten för sjuksköterskekåren genom alla tider.

Rosdiagram över dödsorsaker i brittiska armén från 1858

Nightingale hyste ett konstnärligt intresse och blev också känd för sina insatser inom statistiken. Hon var en pionjär för visuell beskrivning av statistiska förhållanden. Bland annat utvecklade hon en typ av cirkulära (polära) stapeldiagrammet, som idag kallas för rosdiagram. Rosdiagram påminner till utseendet av cirkeldiagram, som anses ha först utvecklats av William Playfair år 1801 men de båda diagrammen används för att visualisera olika typer av statistik. Rosdiagram är användbara för att studera data med cykliska mönster, cykliska mönster kan till exempel vara säsongsvariationer i en tidsserie eller fördelningen av olika vindriktningar i mätserie av vindhastigheter. Nigthtingale använde rosdiagram för att visualisera säsongsvariationen i soldaters dödlighet. Rosdiagrammen gjorde det lättare att se vilken skillnad sanitära insatser hade på soldaternas chanser att överleva eftersom diagrammen gjorde det lättare att skilja på säsongsvariationer mindre regelbundna variationer. Som erkännande för hennes arbete valdes hon 1858 in som första kvinna i Royal Statistical Society. Samma år utsågs hon även till hedersmedlem i American Statistical Association.

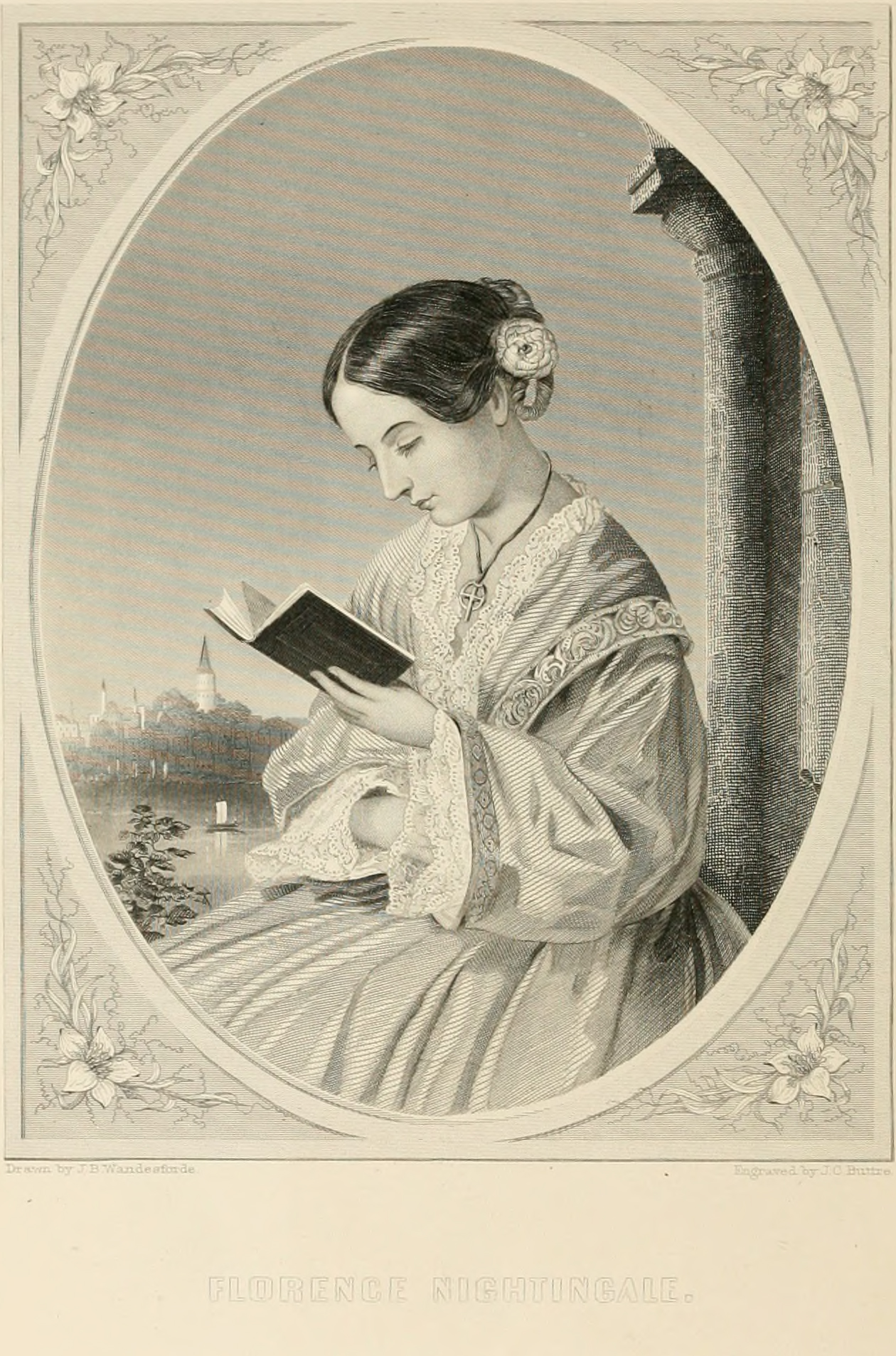
En ung Florence Nightingale.

## Utmärkelser
- Asteroiden 3122 Florence är uppkallad efter Florence Nightingale.[20]